# Пном Пен
Пном Пен (на кхмерски: ភ្នំពេញ, произнесено [pʰnum peːɳ]) е столицата на Камбоджа, на река Тонлесап (при нейното вливане в река Меконг).
Разположен е на мястото, където се събират 3 реки: Басак, Саб и Меконг. Пном Пен е на повече от 500 години. Според легендата стара монахиня на има лейди Пен отишла да налива вода от Меконг и в едно плаващо по реката Кукуи дърво намерила четири бронзови и една каменна статуи на Буда.
Даун Пен (баба Пен) пренесла статуите на сушата и наредила хора да натрупат пръст североизточно от къщата и. След това използвала талпи от Коки дърво (Кукуи), за да изгради храм, на малкия хълм, в който да приюти петте статуи на Буда. Именувала храма на свое име като Ват Пном Даун Пен „Хълмът на Пен“, който е известен днес като Ват Ном, малък хълм на височина 27 метра (89 фута). Разказът за легендата, се съхранява в една пагода на върха на хълма.
Построен е около пагодата Преа Морокот. Подът ѝ е покрит с плочки от масивно сребро. Пагодата е построена като кула на няколко етажа. Вкрая на всеки етаж покрива се извива нагоре. Тази и други внушителни сгради за разположени близо до Кралския дворец. В Пном Пен има много музеи. Националният музей притежава изящна колекция от произведения на изкуството на кхмерите, които съставляват над 85 на сто от населението на Камбоджа. Музеят Туол Сленг е посветен в паметта на многобройните жертви на комунистическото правителство на Камбоджа, убити през 70-те години на 20. век. Това е ужасен период в историята на града и страната.

## История
Пном Пен е основан в 1434 година, наследявайки Ангкор Тхом като столица на Кхмерската империя. Градът става столица на Камбоджа след като Понхей Ят, кралят на Кхмерската империя променя статуквото ѝ от бившата столица Ангкор Тхом, след като той е завзет от Сиам (днес Тайланд) няколко години по-рано. През 1600 г. японски имигранти се заселиви в покрайнините на Пном Пен.
Пном Пен останал кралската столица за 73 години от 1432 г. до 1505 г., когато бил изоставен за 360 години от 1505 г. до 1865 г. от крале поради вътрешни спорове за кралски претенденти.
Чак през 1866 г. под управлението на крал Нородом 1-ви Пном Пен станал постоянно седалище на правителството и там бил построен сегашният Кралски дворец. В началото на 1870 г. френски колониалисти превърнали крайречно село в град и започнали да строят хотели, училища, затвори, банка, офиси, телеграфни офиси, съдилища и други сгради. През 1872 г. мястото започнало да заприличва на модерен град, когато колониалната администрация сключила договор с френски бизнесмен да построи 300 бетонни сгради за продажба и наем за китайски търговци.
През 1920 г. Пном Пен бил известен като Перлата на Азия и за следващите 4 десетилетия продължил да се разраства със строенето на железопътна линия до Сиханоуквил и международното летище Почентонг (сега наречено Международно летище Пном Пен).
По време на Виетнамската война Камбоджа била използвана за база от Северната виетнамска армия и Виет Конг и хиляди бежанци от цялата страна мигрирали в Пном Пен, за да избягат от конфликта между техните правителствени войски и Северен Виетнам (и неговите съюзници). До 1975 г. популацията достигнала 2 милиона души, повечето от които били бежанци от войната. Градът бил превзет от комунистически настроените „Червени Кхмери“ през 17 април. Много от жителите включително богатите и образовани, били накарани на сила да вършат селска работа и да обработват фермите.
„Червените Кхмери“ са изтласкани от Пном Пен от виетнамците през 1979 г. и хората започват да се връщат към града. Виетнам води много конфликти с Камбоджа през годините и затова това действие е приемано емоционално по-различен начин от камбоджанския народ. Периодът на възстановяване започва, придружен от продължително стабилно правителство и с привличането на нови инвеститори и помощи от страни като Франция, Австралия и Япония. Взети са заеми от Азиатската банка за развитие и Световната банка, за да се поправи чистата доставка на вода, пътищата и други части от инфраструктурата. Преброяването на населението през 1998 е 862 000. През 2008 е 1,3 милиона жители.

## Култура
Кралският балет на Пном Пен е известен в цял свят. Постановките му са вдъхновени от древни будистки и индуистки легенди. Едно време танцьорите са играли само за камбоджанското кралско семейство.